# Tris di cuori
Tris di cuori (For Your Love) è una serie TV statunitense andata in onda sui canali NBC e The WB.

## Episodi
| Stagione         | Episodi | Prima TV USA | Prima TV Italia |
| ---------------- | ------- | ------------ | --------------- |
| Prima stagione   | 11      | 1998         |                 |
| Seconda stagione | 22      | 1998-1999    |                 |
| Terza stagione   | 22      | 1999-2000    |                 |
| Quarta stagione  | 13      | 2000-2001    |                 |
| Quinta stagione  | 19      | 2002         |                 |